# November 2018
Portal Geschichte | Portal Biografien | Aktuelle Ereignisse | Jahreskalender | Tagesartikel

◄ |
20. Jahrhundert |
21. Jahrhundert

◄ |
1980er |
1990er |
2000er |
2010er
| 2020er | 2030er | 2040er

◄ |
2014 |
2015 |
2016 |
2017 |
2018
| 2019 | 2020 | 2021 | 2022 | ►

◄ |
August 2018 |
September 2018 |
Oktober 2018 |
November 2018 |
Dezember 2018 |
Januar 2019 |
Februar 2019 |
►
Dieser Artikel behandelt tagesbezogene Nachrichten und Ereignisse im November 2018.

## Tagesgeschehen

### Donnerstag, 1. November 2018
- Berlin/Deutschland: Der Ministerpräsident von Schleswig-Holstein Daniel Günther (CDU) wird Präsident des Bundesrates.[1]
- Braunschweig/Deutschland: Mit Einführung der Musterfeststellungsklage reicht der Verbraucherzentrale Bundesverband (VZBW) am selben Tag Klage gegen die Volkswagen AG beim Oberlandesgericht Braunschweig ein. Der ADAC unterstützt die Feststellungsklage als Kooperationspartner.[2] Ziel der Klage ist die Feststellung, ob Besitzer von bestimmten Dieselfahrzeugen mit einer Abschalteinrichtung Anspruch auf Schadenersatz haben, für die der Pflichtrückruf galt und die selbst noch keine Klage eingereicht haben. Wenn das Oberlandesgericht die Klage zulässt, können sich ihr neben betroffenen Autobesitzern auch solche Autofahrer anschließen, die ihr Dieselfahrzeug eines bestimmten Typs von VW, Audi, Skoda oder Seat bereits verkauft oder verschrottet haben.[3] Sie können sich dafür ohne Kostenrisiko registrieren, müssen letztlich ihren Schadenersatz jedoch selbst einklagen.[4] Das Register wird beim Bundesamt für Justiz mit Sitz in Bonn eingerichtet.[5]
- Moskau/Russland: Auf Anweisung des russischen Ministerpräsidenten Dmitri Medwedew werden Finanzsanktionen gegen 322 ukrainische Staatsbürger und 68 ukrainische Firmen, darunter Chemie- und Bergbauunternehmen, verhängt und der befindliche Besitz eingefroren. Dies betrifft unter anderem Parlamentspräsident Andrij Parubij, Innenminister Arsen Awakow, den Verteidigungsminister Stepan Poltorak, die frühere Ministerpräsidentin Julija Tymoschenko, die Ministerin für Bildung und Wissenschaft Lilija Hrynewytsch, die Ministerin für europäische und euro-atlantischen Integration der Ukraine Iwanna Klympusch-Zynzadse und der Leiter des Inlandsnachrichtendienstes Sluschba bespeky Ukrajiny, Wassyl Hryzak. Die Ankündigung fiel mit dem Besuch der deutschen Bundeskanzlerin Angela Merkel (CDU) mit dem ukrainischen Präsidenten Petro Poroschenko in Kiew zusammen. Merkel sprach sich dabei für eine Verlängerung der Sanktionen der Europäischen Union gegen Russland aus.[6]
- Ngerulmud/Palau: Palaus Präsident Thomas Remengesau Jr. bestätigt ein bereits vom Parlament verabschiedetes Gesetz, welches bestimmte Sonnenschutzmittel, die sich schädlich auf Korallenriffe auswirken, ab 2020 verbietet. Betroffen sind Sonnencremes, die Oxybenzon und Octinoxat enthalten, die zur Korallenbleiche beitragen. Die Einfuhr dieser Cremes soll unterbunden und die Benutzung unter Strafe gestellt werden. Palau ist damit das erste Land der Welt, das korallenschädliche Sonnenschutzsubstanzen verbietet, zuvor hatten das bereits der US-Bundesstaat Hawaii und die zu den Niederlanden gehörende karibische Insel Bonaire angekündigt.[7]
- Washington, D.C., Vereinigte Staaten: Die Weltbank gewährt dem wirtschaftlich angeschlagenen Argentinien zwei Kredite über insgesamt 950 Millionen US-Dollar (umgerechnet 832 Millionen Euro). Ein Darlehen in Höhe von 500 Millionen US-Dollar soll das Wirtschaftswachstum fördern und der zusätzliche Kredit über 450 Millionen US-Dollar ist für ein Entwicklungsprojekt zugunsten von rund 250.000 Kindern und Jugendlichen vorgesehen, die bisher von staatlichen Hilfen ausgeschlossen sind. Erst am 26. Oktober 2018 gewährte der Internationale Währungsfonds (IWF) einem Kredit in Höhe von 56 Milliarden US-Dollar zur Stabilisierung der Wirtschaft. Am 30. November 2018 ist Argentinien zudem Gastgeberland des G20-Gipfels.[8]

### Freitag, 2. November 2018
- Al-Hudaida/Jemen: Die von Saudi-Arabien geführte Militärallianz unterstützt die jemenitischen Regierungstruppen bei der erneuten Offensive gegen die Huthi-Rebellen zur Rückeroberung der Stadt al-Hudaida am Roten Meer. Zuvor erfolgten rund 20 Luftangriffe auf den Luftwaffenstützpunkt bei Sanaa.[9]
- Al-Minya/Ägypten: Bei einem erneuten Anschlag der Terrororganisation Islamischer Staat (IS) auf einen Bus mit christlich-koptischen Insassen werden mindestens sieben Menschen getötet und 14 zum Teil schwer verletzt. Die Kopten waren auf dem Weg zum Kloster des hl. Samuel des Bekenners. Zuvor wurden ebenfalls in der Nähe bei einem Angriff auf ein Bus mit Kopten am 26. Mai 2017 mindestens 29 Menschen getötet.[10]
- Ankara/Türkei: Drei Wochen nach der Freilassung des US-amerikanischen Pastors der Evangelisch-Presbyterianischen Kirche Andrew Brunson aus türkischer Haft haben die Türkei und die Vereinigten Staaten ihre gegenseitigen Sanktionen gegen Minister des jeweils anderen Landes aufgehoben. Diese betrafen bislang den türkischen Justizminister Abdülhamit Gül und Innenminister Süleyman Soylu und US-Justizminister Jeff Sessions und die Heimatschutzministerin Kirstjen Nielsen.[11]
- Hamburg/Deutschland: Das deutsche Nachrichtenmagazin Der Spiegel, der Norddeutsche Rundfunk und Tamedia veröffentlichen im deutschsprachigen Raum die Rechercheergebnisse der European Investigative Collaboration (EIC) zu den Football Leaks. Der Datenbestand soll rund 3,4 Terabyte und über 70 Millionen Dateien umfassen. Bei den ersten Veröffentlichungen geht es um die Gründung bzw. Planung einer European Super League (ESL) von 15 europäischen Profi-Vereinen (unter anderem FC Bayern München, Real Madrid, FC Barcelona, Manchester United, FC Arsenal, Juventus Turin und AC Mailand), die aus wirtschaftlichen Gründen eine Abspaltung von dem europäischen Fussballverband UEFA plane und das es zu Unregelmäßigkeiten im Rahmen des Financial Fairplay gekommen sei. Die European Super League soll nach Plänen der beteiligten Vereine privat organisiert und vermarktet werden. Medien wollen in den nächsten Wochen weitere Informationen zum Umgang mit minderjährigen Fußballern in Entwicklungsländern, den fragwürdigen Umgang mit dem positiven Dopingtest eines Weltstars offenlegen und über die Steuervermeidungspraxis in der Premier League berichten.[12]
- Nashville/Vereinigte Staaten: Erstmals seit 2013 erfolgte wieder die Vollstreckung eines Todesurteils auf dem elektrischen Stuhl. Hingerichtet wurde der 63-jährige Edmund Zagorski, der 1983 für einen Doppelmord an zwei Männern im Robertson County schuldig gesprochen wurde.[13]
- Rawalpindi/Pakistan: Bei einem Attentat wird der Religionsgelehrte und Politiker Maulana Sami-ul-Haq von einem unbekannten Täter in seinem Haus niedergestochen. Sami-ul-Haq gilt als „Vater der Taliban“ und leitete nach dem Tod seines Vaters Maulana Abdul Haq ab 1988 die Koranschulen der Darul Uloom Haqqania, ein Ableger der Dar ul-Ulum Deoband. Zudem war er zweimal Senator und seine Partei Jamiat Ulema-e-Islam (JUI-S) ist ein Verbündeter der regierenden Pakistan Tehreek-e-Insaf (PTI) von Premierminister Imran Khan. Am nächsten Tag wurde er in Akora Khattak im Distrikt Nowshera unter hohen Sicherheitsmaßnahmen beerdigt.[14]

### Samstag, 3. November 2018
- El Hamam/Ägypten: Auf dem ägyptischen Luftwaffenstützpunkt Muhammad Nagib bei El Hamam am Mittelmeer findet bis zum 16. November erstmals das arabische Großmanöver Arab Shield 1 statt, an dem die Land-, Luft- und Seestreitkräfte aus Ägypten, Bahrain, Jordanien, Kuwait, Saudi-Arabien und den Vereinigten Arabischen Emiraten teilnehmen sowie Beobachter aus dem Libanon und Marokko. Bereits im September 2018 fand auf dem Militärstützpunkt das jährliche Großmanöver “Bright Star” statt, an dem Soldaten aus Frankreich, Griechenland, Italien, Jordanien, Saudi-Arabien, dem Vereinigten Königreich und der Vereinigten Staaten sowie Beobachter aus 16 Staaten teilnahmen.[15][16]
- Neuquén/Argentinien: Paläontologen aus Argentinien und Spanien entdecken bei Ausgrabungen nahe Neuquén mit Lavocatisaurus agrioensis eine neue Gattung der Rebbachisauridae, die vor 110 Millionen Jahren gelebt haben.[17]
- Regensburg/Deutschland: Die Faustverleihung 2018 findet im Theater Regensburg statt, moderiert wird diese von Genija Rykova. Aribert Reimann erhält den Preis für das Lebenswerk.[18]

### Sonntag, 4. November 2018
- Nouméa/Neukaledonien: Beim Unabhängigkeitsreferendum in Neukaledonien im französischen Überseegebiet, das seit 1853 zu Frankreich gehört und rund 25 Prozent der weltweiten Nickelvorkommen besitzt,[19] stimmen 57 Prozent für einen Verbleib als Teil Frankreichs und damit gegen die Unabhängigkeit. Unabhängigkeitsgegner hatten aufgrund der finanziellen Unterstützung des Mutterlandes wirtschaftliche Nachteile im Falle der Abspaltung befürchtet, die autochthone Bevölkerungsgruppe der Kanaken war mehrheitlich für die Unabhängigkeit, ihr Bevölkerungsanteil liegt jedoch bei nur etwa 40 Prozent.[20]

### Montag, 5. November 2018
- Bamenda/Kamerun: 79 Schüler einer Sekundarschule der Presbyterianische Kirche in Nkwen und drei Männer werden von den der bewaffneten separatistischen Gruppierung „Amba Boys“ gekidnappt, darunter befindet sich auch der Schuldirektor der Presbyterian Secondary School (PSS). Die Gruppe kämpft für die Unabhängigkeit des englischsprachigen Teils Kameruns vom mehrheitlich französischsprachigen Rest des Landes und fordern einen Staat Südkamerun, auch als „Ambazonia“ bezeichnet.[21]
- Berlin/Deutschland: Der Bundesminister des Innern, für Bau und Heimat, Horst Seehofer (CSU), versetzt den scheidenden Präsidenten des deutschen Bundesamts für Verfassungsschutz, Hans-Georg Maaßen wegen inloyalen Äußerungen in seiner Abschiedsrede, in der er Teile der mitregierenden SPD als linksextrem bezeichnete, in den einstweiligen Ruhestand. Kommissarisch übernimmt der bisherige Vizepräsident Thomas Haldenwang das Amt.[22]
- Lissabon/Portugal: Eröffnung des Web Summit, der größten Technologiekonferenz Europas in der Altice Arena. Das Internet-Gipfeltreffen erwartet rund 70.000 Besucher und mit Vertretern und Rednern unter anderem von den Konzernen Amazon, Apple, Google, Microsoft, Mozilla, Netflix, SAP, Shell und SAP. Der portugiesische Ministerpräsident António Costa sicherte dem Gipfel die Erweiterung des Standortes im Umfang von rund 110 Mio. Euro zu, um bis 2028 den Standort in der Hauptstadt zu fördern.[23]
- München/Deutschland: Bei der konstituierenden Sitzung des neuen bayerischen Landtags wird die CSU-Politikerin Ilse Aigner zur Landtags-Präsidentin gewählt.[24]
- Shanghai/Volksrepublik China: Eröffnung der Internationalen Importmesse Chinas, im Rahmen der Belt-and-Road-Initiative (Neue Seidenstraße). Die weltgrößte Importmesse beim National Exhibition and Convention Center mit einer Ausstellungsfläche von über 240.000 Quadratmetern unter der Beteiligung von 3000 global agierenden Unternehmen aus über 120 Ländern. Zu den teilnehmen Unternehmen gehören unter anderem BMW, Canon, Chiron-Werke, General Motors, Facebook, Ford, Fujikoshi, GLP China Asset, Google, Hoffmann-La Roche, Jungheinrich, Leonardo S.p.A., Microsoft, Nestlé, Philips, SAP, Tesla, Thyssenkrupp, Walmart, Xilinx, ZF Friedrichshafen. Die Messe schließt am 10. November 2018. Die Organisatoren rechnen mit rund 150.000 Besuchern. Sie ist eine gemeinsame Initiative des Handelsministeriums der Volksrepublik China und der Stadtregierung von Shanghai und wird unterstützt von internationalen Organisationen wie der Welthandelsorganisation (WTO), der Konferenz der Vereinten Nationen für Handel und Entwicklung (UNCTAD) und der Organisation der Vereinten Nationen für industrielle Entwicklung (UNIDO).[25][26]
- Washington, D.C./Vereinigte Staaten: Ausweitung der bestehenden Sanktionen gegen den Iran im Bereich der Erdölwirtschaft, des Banken- und Finanzsektors, der Transportbranche und auf Einzelpersonen. Ausgenommen sind hiervon China, Indien, Japan, Südkorea sowie die EU-Staaten Griechenland und Italien, die von Rohstoffen des Iran abhängig sind. Auch der europäische Zahlungsverkehr SWIFT ist hiervon künftig betroffen, sollte die Genossenschaft seine Transaktionen mit iranischen Banken nicht einstellen, erklärte US-Finanzminister Steven Mnuchin.[27]
- Wien/Österreich: Der Roman Königin der Berge von Daniel Wisser wird mit dem Österreichischen Buchpreis 2018 ausgezeichnet, der Debütpreis geht an Alles was glänzt von Marie Gamillscheg.[28][29]

### Dienstag, 6. November 2018
- Bagdad/Irak: In einem Bericht der Vereinten Nationen wurden bislang 202 Massengräber mit den Leichen von bis zu 12.000 Opfern der Terrororganisation Islamischer Staat (IS) im Irak entdeckt. Davon wurden erst 28 ausgegraben und mehr als 1250 Leichen exhumiert. Fast 100 Massengräber befinden sich im Gouvernement Ninawa, in der die Dschihadisten zahlreiche Gräueltaten an der religiösen Minderheit der Jesiden verübten und bis heute bis zu 400 Jesiden vermisst sind. Ján Kubiš von der Unterstützungsmission der Vereinten Nationen im Irak (UNAMI) fordert mehr Unterstützung von Seiten der irakischen Regierung bei Aufklärung und Exhumierung der Leichen. Da der IS auch Sprengsätze in den Massengräbern vergraben hat, sind bislang drei irakische Milizionäre und ein Journalist ums Leben gekommen.[30][31]
- Hagåtña/Guam: Mit Lourdes Leon Guerrero setzt sich erstmals in der Geschichte Guams eine Frau bei den Gouverneurswahlen auf der Pazifikinsel, einem Außengebiet der Vereinigten Staaten, durch.[32]
- Luxemburg/Luxemburg: Der Europäische Gerichtshof (EuGH) entscheidet in einem Urteil zum Urlaub eines Arbeitnehmers, dass dieser nicht automatisch verfällt, wenn der Arbeitnehmer keinen Resturlaub beantragt. „Diese Ansprüche können nur untergehen, wenn der Arbeitnehmer vom Arbeitgeber zum Beispiel durch angemessene Aufklärung tatsächlich in die Lage versetzt wurde, die fraglichen Urlaubstage rechtzeitig zu nehmen“. Das gilt auch für die Auszahlung nicht genommenen Urlaubs nach Ende einer Beschäftigung. Die Urlaubsansprüche können demnach auch vererbt werden, in dem die Erben (Rechtsnachfolger des Arbeitnehmers) eine finanzielle Abgeltung für nicht genommenen Urlaub verlangen können. Das Urteil bezieht sich auf zwei Vorabscheidungsersuchen des Oberverwaltungsgerichts (OVG) Berlin-Brandenburg und des Bundesarbeitsgerichts (BAG), Urteil vom 6. November 2018, Az. C-619/16 und C-684/16 sowie Az. C-569/16 und C-570/16.[33][34]
- München/Deutschland: Der bayerische Landtag wählt mit 110 von 204 abgegebenen Stimmen Markus Söder (CSU) erneut zum Ministerpräsidenten. Er führt eine Regierung von CSU und Freie Wähler (FW) an.[35]
- Saint John’s/Antigua und Barbuda: Verfassungsreferendum zur Abstimmung über die Ablösung des britischen Judicial Committee of the Privy Council (JCPC), dem obersten Berufungsgericht für die überseeischen Gebiete des Vereinigten Königreichs durch  das oberste Gericht (CCJ) der Karibischen Gemeinschaft (CARICOM).
- Solna/Schweden: Ein wissenschaftliches Forscherteam um Alessandro Cassini vom Europäischen Zentrum für die Prävention und die Kontrolle von Krankheiten (EDCD) schätzt nach der Auswertung von Daten aus 2015 unter anderem des European Antimicrobial Resistance Surveillance Network (EARS-Net), dass es jährlich 33.110 Todesfälle in Europa infolge von Antibiotika-resistente Bakterien bei 671.689 Infektionen gab. Darunter rund 2300 Todesfälle in Deutschland. Veröffentlicht wurden die Daten im Fachmagazin The Lancet Infectious Diseases.[36]
- St. George’s/Grenada: Verfassungsreferendum zur Abstimmung über die Ablösung des britischen Judicial Committee of the Privy Council (JCPC), dem obersten Berufungsgericht für die überseeischen Gebiete des Vereinigten Königreichs durch  das oberste Gericht (CCJ) der Karibischen Gemeinschaft (CARICOM).
- Washington, D.C./Vereinigte Staaten: Wahl zum Repräsentantenhaus und zum Senat der Vereinigten Staaten sowie Gouverneurswahlen.

### Mittwoch, 7. November 2018
- Antananarivo/Madagaskar: Erste Runde der Präsidentschaftswahl
- Thousand Oaks/Vereinigte Staaten: Bei einem Amoklauf des ehemaligen US-Marineinfanteristen David Long in dem Club Borderline Bar and Grill kommen 13 Menschen ums Leben.

### Donnerstag, 8. November 2018
- Berlin/Deutschland: Nach einer Bundestagsdebatte, in der Abgeordnete Verstöße gegen die Menschenrechte der muslimischen Volksgruppe der Uiguren in der chinesischen Provinz Xinjiang angeprangert haben, wirft die chinesische Botschaft Parlament und Bundesregierung eine eklatante Einmischung in die inneren Angelegenheiten und eine grobe Verletzung der Souveränität Chinas vor. Unbestätigten Berichten zufolge sollen bis zu eine Million Angehörige des Turkvolkes in Umerziehungslagern sitzen. Der deutsche Außenminister plant bei einem China-Besuch, die Lage der Uiguren ansprechen zu wollen.[37]
- Chudschand/Tadschikistan: Bei einem Aufstand der Häftlinge in einer Hochsicherheitshaftanstalt werden mindestens 25 Häftlinge, ein Wärter und ein Polizist getötet. Unter den Häftlingen befinden sich auch frühere Angehörige der Terrormiliz Islamischer Staat (IS).[38]
- Helsinki/Finnland: Beim Parteitag der EVP wird der Deutsche Manfred Weber (CSU) zum Spitzenkandidaten für die Europawahl 2019 gewählt. Er setzt sich gegen den Finnen Alexander Stubb (Nationale Sammlungspartei) durch.
- Øygarden/Norwegen: Die norwegische Fregatte Helge Ingstad (F313) der Fridtjof-Nansen-Klasse kollidiert nach der Teilnahme am NATO-Militärmanöver Trident Juncture 2018 vor einem Ölterminal in der Provinz Hordaland mit dem unter maltesischer Flagge fahrenden Öltankschiff Sola TS der griechischen Reederei Tsakos Energy Navigation. Dabei werden sieben Seeleute der Fregatte verletzt und diese schwer beschädigt, sodass sie zu sinken droht und auf Grund gesetzt wurde.[39] Die 137-köpfige Besatzung konnte das Schiff verlassen.[40][41] Am 13. November 2018 ist die Fregatte weiter im Meer versunken.
- Wien/Österreich: Die 56. Viennale geht mit der Verleihung des Wiener Filmpreises an Joy von Sudabeh Mortezai zu Ende, den erstmals verliehenen Spezialpreis der Jury erhält Murer – Anatomie eines Prozesses von Christian Frosch.[42]
- Wiesbaden/Deutschland: Wegen fehlerhafter Stimmenauszählung bei der Landtagswahl in Hessen zu Gunsten der Partei Die Grünen und zu Lasten der Parteien CDU, SPD und AfD räumt Landeswahlleiter Wilhelm Kanther ein, dass sich im Landesergebnis nach einer Prüfung aller Wahlkreise eine neue Parteienreihenfolge ergeben könne. Ein Grund für die Unzuverlässigkeit des vorläufigen Endergebnisses aus dem Oktober, in dem die SPD hinter den Grünen liegt, seien „technische Pannen“.[43]

### Freitag, 9. November 2018
- London/Vereinigtes Königreich: Die Schachweltmeisterschaft 2018 findet vom 9. bis 28. November 2018 in London zwischen dem amtierenden Schachweltmeister Magnus Carlsen (Norwegen) und dem Herausforderer Fabiano Caruana (USA) statt.[44]
- Mogadischu/Somalia: Bei einem Angriff der radikalislamischen Al-Shabaab-Miliz mit drei Autobomben auf das Sahafi Hotel International werden 40 Menschen getötet, darunter auch sieben Angreifer und 50 Personen verletzt. Der Hoteleigentümer Abdifatah Abdirashid befindet sich ebenfalls unter den Opfern.[45]
- Moskau/Russland: Geplante Afghanistan-Konferenz mit Vertretern der afghanischen Regierung und Vertretern der radikalislamischen Taliban.
- Wien/Österreich: Das internationale Konsortium ICARUS zur Digitalisierung von Archiven feiert an der Universität Wien seinen 10-jährigen Bestand im Rahmen eines Symposiums.

### Samstag, 10. November 2018
- Ankara/Türkei: Der türkische Präsident Recep Tayyip Erdoğan gibt bekannt, Beweismaterial zur Ermordung von Jamal Khashoggi im saudischen Konsulat in Istanbul den Regierungen von Deutschland, Frankreich, Großbritannien, Saudi-Arabien und den Vereinigten Staaten zur Verfügung gestellt zu haben. Zudem rief er die saudische Regierung auf, den Mörder Khashoggis zu identifizieren. Der Täter sei Teil einer Gruppe von 15 Personen gewesen.[46]
- Berlin/Deutschland: Auf Initiative des European Democracy Lab (EDL), einer Denkfabrik an der European School of Governance (EUSG) mit Sitz in Berlin, wird in einer politischen, künstlerischen Aktion von über 150 Balkonen aus auf öffentlichen Plätzen in den Mitgliedsstaaten der Europäischen Union (EU) symbolisch die „Europäische Republik“ ausgerufen, indem das von Ulrike Guérot und Robert Menasse verfasste „Manifest für die Begründung einer Europäischen Republik“ verlesen wird.[47][48][49]
- Madaba/Jordanien: Nach heftigen Regenfällen mit folgenden schweren Sturzfluten kommen mindestens 12 Menschen ums Leben. Rund 3700 Touristen, die das UNESCO-Welterbe Petra besichtigten, mussten vom Zivilschutz in Sicherheit gebracht werden.[50]
- Maputo/Mosambik: Die Brücke Maputo–Katembe (Ponte de Maputo a Katembe) über die Bucht von Maputo wird eröffnet und verbindet die am Nordufer gelegene mosambikanische Hauptstadt mit dem am Südufer gelegenen städtischen Distrikt Katembe. Die Bauarbeiten, die 2014 begannen, wurden durch die chinesische China Road and Bridge Corporation (CRBC) ausgeführt, ein Großteil des Projektes wurde über Kredite der chinesischen China Exim-Bank finanziert.

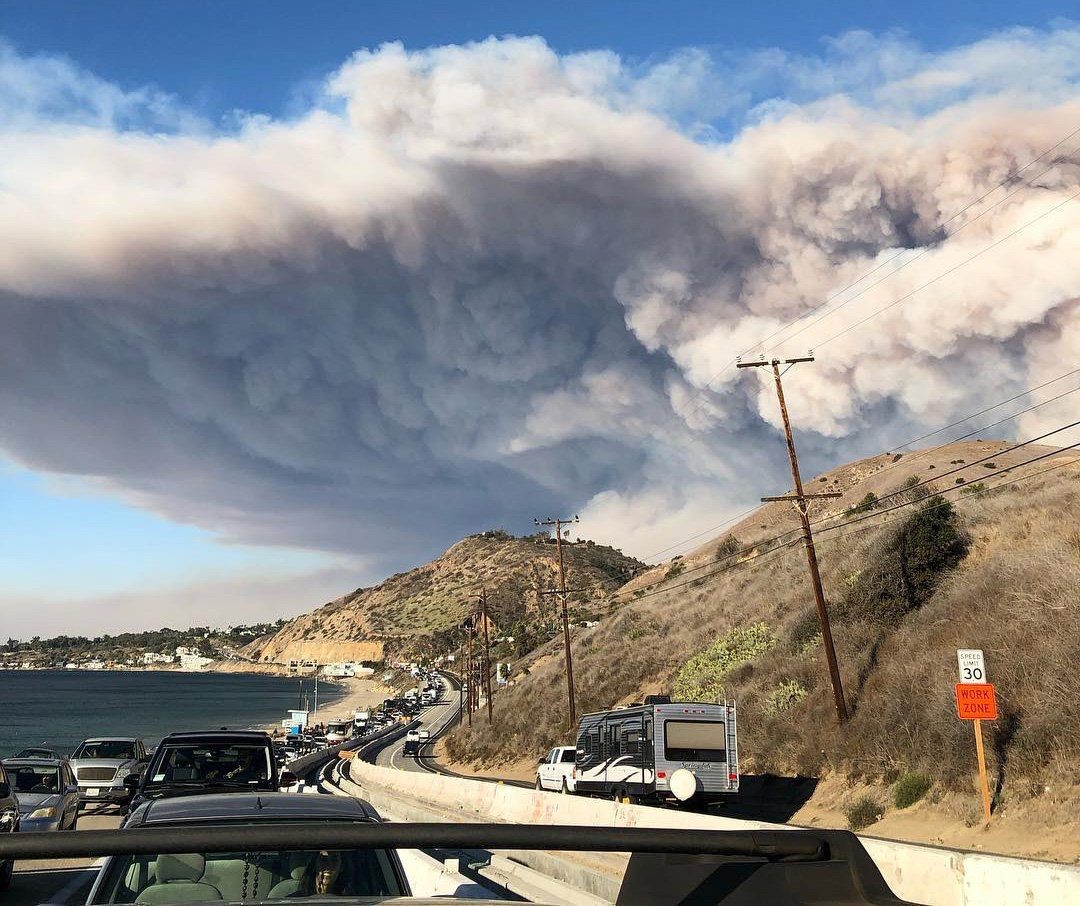
Rauchschwarden bei Malibu in den USA am 9. November 2018

- Sacramento/Vereinigte Staaten: Bei verheerenden Waldbränden im US-Bundesstaat Kalifornien kommen mindestens neun Menschen ums Leben. In der Kleinstadt Paradise und Umgebung, darunter in Magalia werden rund 6700 Gebäude, darunter ein Krankenhaus, eine Tankstelle sowie mehrere Restaurants zerstört. Die Zivilschutzbehörden fordern rund 200.000 Menschen nördlich von Los Angeles sowie im Ventura County bei den Santa Monica Mountains auf ihre Häuser und Wohnungen zu verlassen. Evakuiert wird auch der bekannte Badeort Malibu.[51]
- Şemdinli/Türkei: Auf dem Militärstützpunkt Süngü Tepe der türkischen Streitkräfte nahe der Grenze zu Irak kommen bei der Explosion eines Munitionsdepots mindestens sieben Soldaten ums Leben und 20 Soldaten werden verletzt. Dabei soll die Explosion durch Artillerieangriffe erfolgt sein. Die kurdische Untergrundorganisation Hêzên Parastina Gel (HPG) bestätigt eine Guerillaaktion auf den türkischen Stützpunkt.[52][53]
- Wien/Österreich: Das Haus der Geschichte Österreich wird mit der Ausstellung Aufbruch ins Ungewisse – Österreich seit 1918 in der Neuen Burg eröffnet.[54][55]

### Sonntag, 11. November 2018
- Al-Hudaida/Jemen: Bei den schweren Kämpfen der Regierungstruppen gegen die Huthi-Rebellen um die Hafenstadt al-Hudaida werden 43 Rebellen und 18 Soldaten der jemenitischen Streitkräfte getötet. Mit Luftangriffen unterstützt die von Saudi-Arabien angeführte Militärkoalition die Regierungstruppen unter Präsident Abed Rabbo Mansur Hadi die Offensive.[56]
- Chan Yunis/Gazastreifen: Beim Einsatz einer israelischen Spezialeinheit nahe Chan Yunis werden sieben Palästinenser, darunter der Bataillonskommandeur der Kassam-Brigaden, Scheich Nur Baraka sowie ein israelischer Oberstleutnant getötet. Am Abend feuert die Hamas mindestens 17 Raketen auf israelische Gebiet. Drei Raketen konnten durch das mobile Raketenabwehrsystem Iron Dome abgefangen werden. Israels Ministerpräsident Benjamin Netanjahu beendete nach dem Gefecht vorzeitig seinen Besuch beim Pariser Friedensgipfel[57]
- Donezk/Ukraine: Präsidentschafts- und Parlamentswahlen in den selbstproklamierten Volksrepubliken Donezk und Lugansk.[58]
- London/Vereinigtes Königreich: Mit Bundespräsident Frank-Walter Steinmeier nimmt erstmals ein deutsches Staatsoberhaupt an der zentralen Gedenkveranstaltung des Remembrance Sunday am Londoner Kenotaph teil.

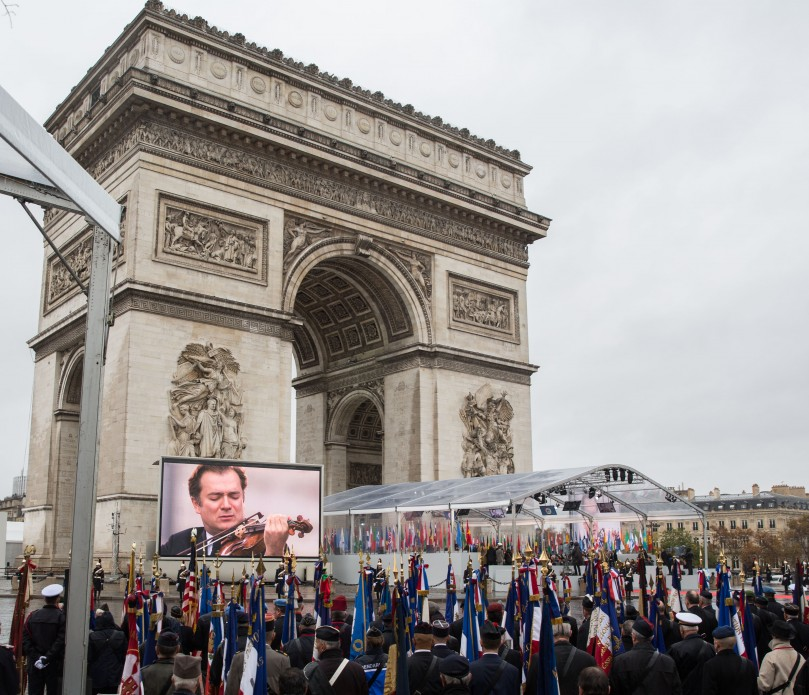
Gedenken am Arc de Triomphe de l’Étoile, dem Grabmal des unbekannten Soldaten des Ersten Weltkriegs

- Paris/Frankreich: 100. Jahrestag des Waffenstillstands im Ersten Weltkrieg mit einer Gedenkzeremonie und eine Militärparade auf der Avenue des Champs Élysées an der auch US-Präsident Donald Trump und Russlands Präsident Wladimir Putin teilnehmen. Zu dem anschließenden dreitägigen Pariser Friedensforum sagten 70 Staats- und Regierungschefs ihre Teilnahme zu.
- Singapur/Singapur: Das 33. ASEAN-Gipfeltreffen beginnt. Die Volksrepublik China plant dabei das Freihandelsabkommen Regional Comprehensive Economic Partnership (RCEP) weiter voranzutreiben.[59]
- Warschau/Polen: Bei den Feierlichkeiten zum 100. Jahrestag der Unabhängigkeit Polens nehmen rund 200 000 Menschen, darunter wie schon in den Vorjahren auch viele Neonazis aus ganz Europa, an einem Unabhängigkeitsmarsch teil. 1918 wurde die Zweite Polnische Republik auf dem Gebiet Kongresspolens beziehungsweise des Königreichs Polen gegründet.

### Montag, 12. November 2018
- Bamako/Mali: Im Beisein von Bundesverteidigungsministerin Ursula von der Leyen (CDU) und der französischen Verteidigungsministerin Florence Parly (PS) übernimmt die Bundeswehr von den spanischen Streitkräften das Kommando über die EU-Ausbildungsmission European Union Training Mission Mali (EUTM Mali) unter Führung von Brigadegeneral Peter Mirow. Am Vortag wurde zudem mit dem Camp Vie Allemande in Niamey im benachbarten Niger ein deutscher Lufttransportstützpunkt für die Multidimensionale Integrierte Stabilisierungsmission der Vereinten Nationen in Mali eingerichtet.[60][61]
- Gaza/Gazastreifen: Nach der verdeckten Operation einer israelischen Spezialeinheit im Gazastreifen feuern die Terrororganisationen Hamas und der Islamische Dschihad in Palästina aus dem Gazastreifen erneut mehr als 300 Raketen und Mörsergranaten auf Israel ab. Ein Bus im Süden Israels wird durch eine Panzerabwehrrakete getroffen und verletzte mehrere Insassen. In Aschkelon und Netiwot wurden Häuser durch den Raketenbeschuss zerstört. Die israelischen Streitkräfte greifen mit über 70 Luftangriffen den Gazastreifen an und zerstören den Fernsehsender al-Aqsa TV der Hamas. Mindestens drei Palästinenser werden getötet.[62]
- Kabul/Afghanistan: Bei einem Selbstmordanschlag an einem Polizei-Kontrollpunkt in der Nähe einer Schule werden mindestens sechs Menschen nach anderen Angaben bis zu 15 Menschen getötet und mehrere verletzt. In der Nähe gab es zuvor eine Demonstration gegen die Anschläge der radikalislamischen Taliban auf Angehörige einer schiitischen Minderheitsgruppe der Hazara.[63]
- München/Deutschland: Ernennung und Vereidigung der neuen bayerischen Landesregierung unter Ministerpräsident Markus Söder (CSU).

Logo von Qualtrics

- Palermo/Italien: Beginn der zweitägigen Konferenz zu Libyen. An dem Gipfeltreffen nehmen 10 Staats- und Regierungschefs, sowie 20 Minister und Delegationen der Europäischen Union (darunter EU-Ratspräsident Donald Tusk und die EU-Außenbeauftragte Federica Mogherini), des Internationalen Währungsfonds (IWF), der Weltbank und der Afrikanischen Union (AU) teil.[64][65]
- Walldorf/Deutschland: Der deutsche Softwarehersteller SAP gibt die Übernahme des 2002 gegründeten US-amerikanischen IT-Unternehmens Qualtrics für rund acht Milliarden US-Dollar bekannt. Qualtrics hat rund 1300 Mitarbeiter und ist im Softwarebereich Enterprise Feedback Management (EFM) und Software für Customer-Experience-Management tätig.[66]
- Wien/Österreich: Auf Einladung von Bundespräsident Alexander Van der Bellen, Bundeskanzler Sebastian Kurz (ÖVP) und Nationalratspräsident Wolfgang Sobotka (ÖVP) wird in der Wiener Staatsoper mit einem Staatsakt die 100. Wiederkehr des Jahrestages der Gründung der Republik Österreich gefeiert, die sich 1918 noch Deutschösterreich nannte und auf Druck der Siegermächte des Ersten Weltkriegs am 21. Oktober 1919 in Österreich umbenannt wurde.[67]

### Dienstag, 13. November 2018
- Brüssel/Belgien: Um den Bau der Erdgasleitung Nord Stream 2 in der Ostsee von Russland nach Deutschland zu stoppen, hat der US-Botschafter in Brüssel, Gordon Sondland, der Europäischen Union (EU) Zwangsmaßnahmen angedroht. Laut Sondland sei die Abhängigkeit vom russischen Gas für Europa geopolitisch falsch. Auch die Europäische Kommission und mehrere EU-Staaten, darunter Dänemark und Polen, sehen die Haltung Deutschlands kritisch. Zudem bestehen durch die EU gegen Russland wegen der völkerrechtswidrigen Annexion der Krim durch Russland und des russischen Kriegs in der Ukraine seit 2014 in Teilen Sanktionen.[68]
- Calgary/Kanada: In einem rechtlich nicht bindenden Referendum sprechen sich die Einwohner mit 56,4 Prozent von den insgesamt 304.774 abgegebenen Stimmen gegen die Austragung der Olympischen Winterspiele 2026 aus. Es verleiben bisher mit Stockholm (Schweden) und Mailand/Cortina d’Ampezzo (Italien) nur noch zwei Bewerber um die Ausrichtung.[69]
- London/Vereinigtes Königreich: Der britischen Regierung unter Theresa May zufolge haben die Unterhändler bei den Verhandlungen zum EU-Austritt des Vereinigten Königreichs (Brexit) eine Einigung mit der Europäischen Union (EU) in Brüssel erzielt und einen Entwurf fertiggestellt. Beim Austritt am 29. März 2019 würde Großbritannien und Nordirland vorübergehend weiterhin Mitglied der Europäischen Zollunion (EUCU) bleiben und Nordirland im Europäischen Binnenmarkt. Damit sollen Grenzkontrollen zwischen dem britischen Nordirland und der Republik Irland vermieden werden. Der konservative Politiker Jacob Rees-Mogg kritisierte das Ergebnis, da es das Vereinigte Königreich zu einem „Vasallenstaat“ mache und Nordirland werde dann „regiert von Dublin“.[70][71]
- Neuss/Deutschland: Die deutsche Wirtschaftsauskunftei Creditreform veröffentlicht den SchuldnerAtlas Deutschland 2018 und gibt einen weiteren Anstieg der Schulden von Privatpersonen seit 2014 bekannt. Danach sind 6,93 Millionen Bürger über 18 Jahre überschuldet. Die Gesamtschulden sanken leicht auf 208 Milliarden Euro. Betroffen sind besonders die Bürger in den Bundesländern Freie Hansestadt Bremen (13,94 Prozent), Sachsen-Anhalt (12,73 Prozent), Berlin (12,42 Prozent), Nordrhein-Westfalen (11,69 Prozent) und im Saarland (11,36 Prozent) sowie in den Städten Bremerhaven (21,22 Prozent), Wuppertal (18,42 Prozent), Pirmasens (18,35 Prozent), Neumünster (18,09 Prozent) und Herne (18,06 Prozent). Der Anstieg wird durch eine unwirtschaftliche Haushaltsführung (24,1 Prozent) begründet.[72]
- Straßburg/Frankreich: Im Europäischen Parlament spricht sich die deutsche Bundeskanzlerin Angela Merkel, wie zuvor der französische Staatspräsident Emmanuel Macron, im Rahmen der Gemeinsamen Außen- und Sicherheitspolitik (GASP) für eine Europaarmee (ähnlich der EU Battlegroup) und einen europäischen Sicherheitsrat mit einem rotierenden Vorsitz aus. NATO-Generalsekretär Jens Stoltenberg und US-Präsident Donald Trump kritisierten die Pläne.[73]

### Mittwoch, 14. November 2018
- Brüssel/Belgien: Die Europäische Kommission und die britische Regierung unter Theresa May legen einen Entwurf für ein Abkommen vor, das den Austritt des Vereinigten Königreichs aus der Europäischen Union regeln soll. Der Entwurf ruft umgehend ablehnende Reaktionen in allen politischen Lagern des Vereinigten Königreichs hervor. Theresa May betonte in der Vergangenheit, dass die Annahme oder Ablehnung eines Abkommens nichts an der Tatsache des Austritts ändern werde, es soll lediglich negative Folgen für das Vereinigte Königreich während einer Übergangszeit mindern.[74]
- Jerusalem/Israel: Nachdem sich die israelische Regierung (Kabinett Netanjahu IV) und die den Gazastreifen kontrollierende Terrororganisation Hamas auf einen Waffenstillstand geeinigt haben, hat der israelische Verteidigungsminister Avigdor Lieberman (Jisra’el Beitenu) seinen Rücktritt erklärt und Neuwahlen gefordert. Dies sei eine „Kapitulation vor dem Terror“ so Lieberman.[75]
- New York/Vereinigte Staaten: Der Sicherheitsrat der Vereinten Nationen hebt die seit 2009 bestehenden Sanktionen gegen Eritrea auf. Diese bestanden unter anderem aus einem Waffenembargo, Reiseverboten und dem Einfrieren von Vermögenswerten.[76]
- Suva/Fidschi: Parlamentswahl

### Donnerstag, 15. November 2018
- Alindao/Zentralafrikanische Republik: Bei einem Angriff islamischer Milizen aus dem Nachbarstaat Niger, die über den Tschad in die Zentralafrikanische Republik eindrangen, auf eine römisch-katholische Kathedrale und ein christliches Flüchtlingscamp in Alindao, das von der Caritas betreut wird, sterben über 40 Menschen und werden weitere Menschen verletzt. Unter den Getöteten sind anderem auch der Generalvikar des Bistums Alindao, Blaise Mada, und ein weiterer römisch-katholischer Priester.[77]
- Berlin/Deutschland: Die deutsche Bundesregierung beschließt eine Änderung des Bundes-Immissionsschutzgesetz (BImSchG) zum § 40 Verkehrsbeschränkungen. In den Gebieten, in denen der Stickstoffdioxid (NO2) den Wert von 50 Mikrogramm pro Kubikmeter Luft im Jahresmittel nicht überschritten, sind dann Verkehrsbeschränkungen in der Regel nicht erforderlich und bspw. für Dieselfahrzeuge wäre ein Fahrverbot unverhältnismäßig. Insbesondere Kraftfahrzeuge mit geringen Stickstoffdioxidemissionen der Abgasnormen Euro 4 und Euro 5, die im realen Fahrbetrieb nur geringe Stickstoffdioxidemissionen von weniger als 270 Mikrogramm pro Kilometer ausstoßen, sowie Euro 6-Fahrzeuge sind von Verkehrsbeschränkungen und -verboten ausgenommen. Der europäische Grenzwert von 40 Mikrogramm pro Kubikmeter Luft wird in 65 deutschen Städten überschritten und lag in 15 gemessenen Städten in 2017 bei über 50 Mikrogramm NO2 pro Kubikmeter Luft. Es folgt noch das parlamentarische Verfahren zum Gesetzentwurf.[78]
- Gelsenkirchen/Deutschland: Das Verwaltungsgericht Gelsenkirchen ordnet nach einer erfolgreichen Klage der Deutschen Umwelthilfe (DUH) für Essen die Einrichtung einer Diesel-Fahrverbotszone einschließlich von Teilen der vielbefahrenen Bundesautobahn 40 bis Juli 2019 an. Die Blaue Umweltzone soll in 18 der 50 Stadtteile der Ruhrgebietsstadt gelten.
- Khaki Safed/Afghanistan: Bei einem Angriff der radikalislamischen Taliban auf eine Polizeistation in Khaki Safed in der Provinz Farah werden 30 Polizisten getötet, darunter der Polizeichef des Distrikts, Abdul Jabhar.[79]
- Münster/Deutschland: Das Oberverwaltungsgericht für das Land Nordrhein-Westfalen gibt den Nachbarn und Grundstücksbesitzern recht, die gegen Pläne für den Bau eines neuen Braunkohlekraftwerks des Energiekonzerns RWE Power in Niederaußem bei Bergheim geklagt hatten. Der Bebauungsplan der Stadt Bergheim ist unwirksam, da die Öffentlichkeit bei der Planaufstellung für das Kraftwerk nur unzureichend informiert wurde und zusätzlich verstoße der Bebauungsplan gegen den übergeordneten Regionalplan, der zudem ebenfalls unwirksam sei. Festlegungen zum Klimaschutz im Regionalplan dürfen nicht getroffen werden, da das Bundesimmissionsschutzrecht und das Treibhausgas-Emissionshandelsgesetz Vorrang habe (Az.: 7 D 29/16.NE).
- Paris/Frankreich: Die 32. Kammer des Strafgerichts in Paris beendet den Steuerbetrugsprozess gegen die Schweizer Großbank UBS. Der französische Staat fordert eine Entschädigung von 1,6 Milliarden Euro. Im Juli 2014 hatte die UBS eine Kaution von 1,1 Milliarden Euro hinterlegen müssen. Das Urteil werde am 20. Februar 2019 eröffnet.[80]
- Tanger/Marokko: Eröffnung der Schnellfahrstrecke TGV Tanger-Casablanca der staatlichen Eisenbahngesellschaft ONCF durch König Mohammed VI. und den französischen Staatspräsidenten Emmanuel Macron.[81]
- Washington, D.C./Vereinigte Staaten: Im Zusammenhang mit der Ermordung des Journalisten Jamal Khashoggi im saudischen Konsulat in Istanbul verhängen die USA Sanktionen gegen 17 saudische Staatsbürger. Darunter der saudische Generalkonsul in Istanbul, Mohammed al-Otaibi, und die Angehörigen eines Kommandos sowie Saud bin Abdullah al-Kahtani, ein ehemaliger enger Vertrauter von Kronprinz Mohammed bin Salman.[82]

### Freitag, 16. November 2018
- Antigua Guatemala/Guatemala: Beginn des zweitägigen 26. Iberoamerika-Gipfel mit 17 Staats- und Regierungschef aus Lateinamerika und aus Portugal und Spanien mit Beratungen über Lösungen für das Migrationsproblem in Mittelamerika und über die Lage in Venezuela. Venezuelas Präsident Nicolás Maduro nimmt nicht teil.
- Berlin/Deutschland: Im Theater am Potsdamer Platz findet die 70. Bambi-Verleihung statt, Liselotte Pulver wird für das Lebenswerk geehrt.[83]
- Beni/DR Kongo: Bei einem Angriff islamistischer Terroristen der ugandischen Allied Democratic Forces (ADF) auf Blauhelmsoldaten der Mission der Vereinten Nationen für die Stabilisierung in der Demokratischen Republik Kongo (MONUSCO) werden sechs malawische Soldaten und ein tansanischer Soldat getötet und zehn weitere verletzt.[84]
- Den Haag/Niederlande: Die Zentralafrikanische Republik überstellt den Abgeordneten und früheren Milizenchef Alfred Yekatom an den Internationalen Strafgerichtshof.[85]
- Gwanda/Simbabwe: Bei einem Brand eines Reisebusses des Brooklyn Express auf der Hauptstraße Bulawayo-Beitbridge kommen nahe Gwanda mindestens 42 Insassen ums Leben und mindestens 27 weitere werden zum Teil schwer verletzt. Erste Untersuchungsergebnisse zum Unglück deuteten darauf hin, dass ein Passagier einen Gaskanister oder Benzin transportiert habe.[86]
- London/Vereinigtes Königreich: Premierministerin Theresa May beruft Stephen Barclay und Amber Rudd anstelle der zurückgetretenen Dominic Raab und Esther McVey in ihr Kabinett.[87]
- New York/Vereinigte Staaten: Bei einer Auktion in der britischen Filiale des Auktionshauses Christie’s erzielt das Gemälde Portrait of an Artist (Pool with Two Figures) des britischen Malers David Hockney über 90 Mio. US-Dollar; es ist damit das teuerste je versteigerte Kunstwerk eines lebenden Künstlers.
- Phnom Penh/Kambodscha: Das Rote-Khmer-Tribunal der Vereinten Nationen hat den ehemaligen Präsidenten Khieu Samphan und den Chefideologen der Roten Khmer Nuon Chea des Völkermords für schuldig befunden.
- Rogun/Tadschikistan: Staatspräsident Emomalij Rahmon nimmt offiziell die erste von sechs Turbinen der mit 335 Metern höchsten Talsperre der Welt in Betrieb. Der Rogun-Staudamm steht im Pamir-Gebirge am Fluss Wachsch, einem Nebenfluss des Amudarja. Gebaut wird der Staudamm noch bis 2025 durch das italienische Bauunternehmen Salini Impregilo und rund 70 Subunternehmen mit Baukosten von geschätzt rund 3,55 Milliarden Euro.[88]
- Waterloo/Kanada: Der Kommunikationsgerätehersteller Blackberry kauft für rund 1,4 Milliarden US-Dollar das auf künstliche Intelligenz spezialisierte US-amerikanische IT-Sicherheitsunternehmen Cylance mit Sitz in Irvine (Kalifornien).[89]
- Wiesbaden/Deutschland: Der Landeswahlleiter veröffentlicht das amtliche Endergebnis zur hessischen Landtagswahl im Oktober. Wie im vorläufigen Endergebnis prognostiziert, liegen die Grünen bei den Zweitstimmen vor der SPD. Der Vorsprung beträgt 66 Stimmen. Der Wahlausgang ist gleichbedeutend mit der parlamentarischen Mehrheit von einem Mandat für eine Koalition aus CDU und Grünen. Beide Parteien sind seit 2014 Koalitionspartner.[90]

### Samstag, 17. November 2018

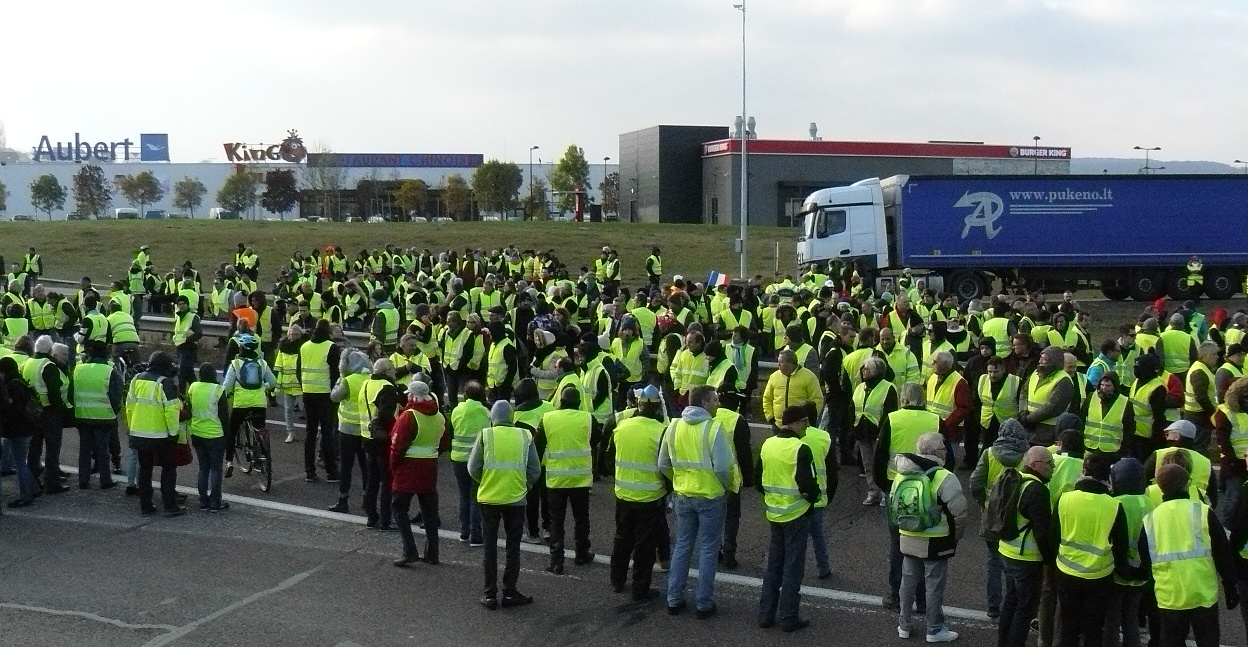
Gelbwesten blockieren bei Vesoul (Haute-Saône) die Route nationale 19

- Malé/Malediven: Ibrahim Mohamed Solih (MDP) tritt sein Amt als neues Staatsoberhaupt des Landes an.[91]
- Paris/Frankreich: Beginn der landesweiten Protestaktionen der Gelbwestenbewegung gegen eine geplante höhere Besteuerung von Kraftstoffen.[92]
- Valdés/Argentinien: Das Suchschiff Seabed Constructor des US-Unternehmens Ocean Infinity ortet das Wrack des am 15. November 2017 verschwundenen argentinischen U-Boots San Juan vor der Küste der Valdés-Halbinsel in 907 m Tiefe. An Bord starben 44 Seeleute.[93]
- Wien/Österreich: Die Grünen wählen Werner Kogler zu ihrem neuen Bundessprecher.[94]
- Wien/Österreich: Bei der 19. Verleihung des Nestroy-Theaterpreises wird Peter Handke mit dem Preis für das Lebenswerk ausgezeichnet.[95]

### Sonntag, 18. November 2018
- Bissau/Guinea-Bissau: Parlamentswahl
- Chennai/Indien: Der Zyklon Gaja verursacht schwere Verwüstungen im indischen Bundesstaat Tamil Nadu bei dem mindestens 33 Menschen ums Leben kommen.[96]
- Hadschin/Syrien: Im Rahmen der Operation Inherent Resolve greifen US-Kampfflugzeuge mutmaßliche Stellungen der Terrormiliz Islamischer Staat (IS) in Abu al-Hassan nahe der Stadt Hadschin und der Grenze zum Irak an. Dabei sind nach Angaben der SOHR mindestens 43 Menschen ums Leben gekommen, darunter 17 Kinder und 12 Frauen. Die US-Streitkräfte bestätigten 19 Luftangriffe in der Region dementieren aber zivile Verluste.[97]

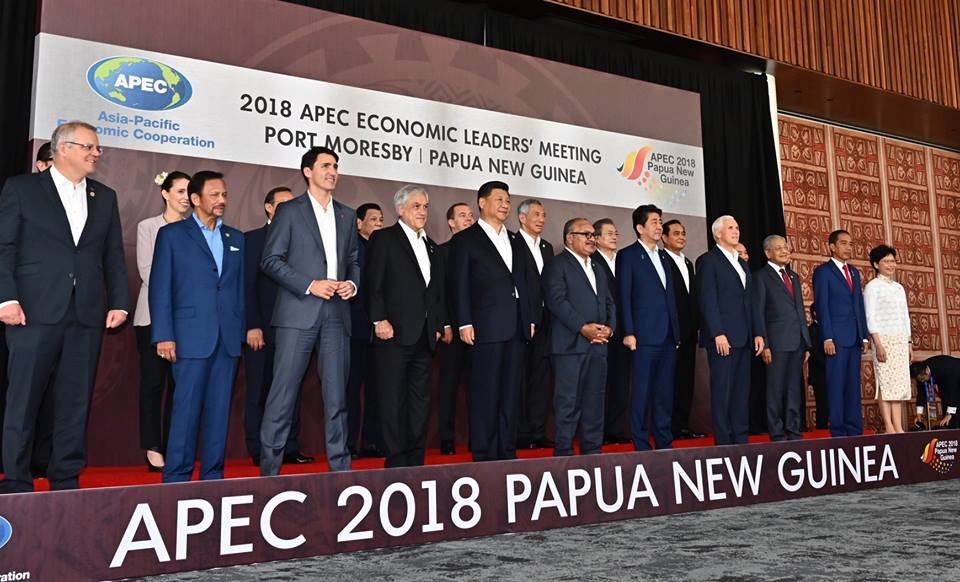
Staats- und Regierungschefs beim APEC-Gipfeltreffen

- Port Moresby/Papua-Neuguinea: Gipfeltreffen der Asiatisch-Pazifischen Wirtschaftsgemeinschaft (APEC)

### Montag, 19. November 2018
- Berlin/Deutschland: Aufgrund des Mordes am Journalisten Jamal Khashoggi stoppt Deutschland alle Rüstungsexporte nach Saudi-Arabien und verhängt gegen 18 Saudis Einreisesperren.[98]
- Den Haag/Niederlande: 23. Konferenz der Vertragsstaaten der Organisation für das Verbot chemischer Waffen (OPCW)
- München/Deutschland: Der Historiker Götz Aly wird mit dem Geschwister-Scholl-Preis ausgezeichnet.[99]
- Tokio/Japan: Carlos Ghosn, Vorstandsvorsitzende des Automobilkonzerns Renault-Nissan-Mitsubishi wird nach Ermittlung der Staatsanwaltschaft und nach Erkenntnissen durch Hausdurchsuchungen bei Nissan verhaftet. Ghosn soll nach Medienberichten sein eigenes Einkommen in Jahresabschlüssen zu niedrig angesetzt und damit gegen Finanzmarktregelungen verstoßen haben.[100] Zeitungsberichte sprechen von rund 40 Millionen Euro über einen Zeitraum von fünf Jahren.[101] Außerdem soll er Unternehmensvermögen für private Zwecke veruntreut haben, um damit Luxuswohnungen in vier Ländern zu finanzieren sowie weitere Verfehlungen begangen haben.
- Wien/Österreich: Vor dem Landesgericht für Strafsachen beginnt der Prozess gegen Cevdet Caner und fünf weitere Angeklagte. Die Staatsanwaltschaft wirft ihnen im Zusammenhang mit dem Zusammenbruch des Immobilienkonzerns Level One gewerbsmäßigen schweren Betrug, betrügerische Krida und Geldwäsche vor.[102]
- Wien/Österreich: Treffen der Staats- und Regierungschef der Westbalkan-Staaten mit Vertretern der Europäischen Union (EU).

### Dienstag, 20. November 2018
- Arlington County/Vereinigte Staaten: Die Streitkräfte der Vereinigten Staaten schließen die Verlegung von 5.800 Soldaten an die Grenze zu Mexiko ab. Die Operation Faithful Patriot soll die United States Customs and Border Protection (CBP) beim Eintreffen des Migrationstrecks aus Mittelamerika unterstützen und mit „notwendigen Mitteln“ die Unversehrtheit des Grenzpersonals garantieren. US-Präsident Donald Trump wollte ursprünglich über 10.000 Soldaten an die Grenze verlegen.[103]

### Mittwoch, 21. November 2018
- Darmstadt/Deutschland: Das Verwaltungsgericht Darmstadt verhandelt über ein mögliches Fahrverbot für Dieselfahrzeuge in Darmstadt und Wiesbaden. Die Deutsche Umwelthilfe (DUH) und das Land Hessen treten während des Prozesses in Vergleichsverhandlungen. Bis zum 19. Dezember 2018 soll eine Entscheidung vorliegen.
- Köln/Deutschland: Nach Angaben des Westdeutschen Rundfunks (WDR) und der Süddeutschen Zeitung ermittelt die Staatsanwaltschaft Köln gegen mehrere Mitarbeiter einer Bank in Deutschland wegen des Verdachts auf Steuerbetrug bei Aktiengeschäften mit American Depositary Receipts (ADR). Der in den Vereinigten Staaten ausgegebene Hinterlegungsschein belegt normalerweise eine bestimmte Anzahl hinterlegter Aktien eines ausländischen Unternehmens und kann an deren Stelle am US-Kapitalmarkt gehandelt werden. In zahlreichen Fällen sollen aber ADR-Wertpapiere ausgegeben worden sein, ohne dass die Banken die betreffenden Papiere besaßen, sogenannte Vorab-ADR. Mit den in den Medien bezeichneten „Phantom-Aktien“ wurden keine Kapitalertragsteuer auf Dividenden gezahlt, aber gegenüber den deutschen Finanzämtern eine Steuererstattung geltend gemacht.[104]
- Washington, D.C./Vereinigte Staaten: Der Oberste Richter der Vereinigten Staaten John Roberts verwahrt sich gegen Verdächtigungen des US-Präsidenten Donald Trump: „Wir haben keine Obama-Richter oder Trump-Richter, Bush-Richter oder Clinton-Richter.“ Trump nannte den Richter Jon S. Tigar aus San Francisco einen „Obama-Richter“, als dieser klarstellte, dass Asylsuchende auch dann ein Recht auf die Bearbeitung ihres Asylgesuchs haben, wenn sie die Grenzen der Vereinigten Staaten illegal überquerten.[105]

### Donnerstag, 22. November 2018
- Berlin/Deutschland: Der deutsche Bundestag wählt den CDU-Politiker und Rechtsanwalt Stephan Harbarth zum Richter des Bundesverfassungsgerichts und am Folgetag der Bundesrat zum Vizepräsidenten des obersten deutschen Gerichts.[106]
- Straßburg/Frankreich: Der Europäische Gerichtshof für Menschenrechte (EGMR) verurteilt Griechenland zu Entschädigungszahlen von insgesamt 110.000 Euro an elf Häftlinge, die von Polizisten der Anti-Terroreinheit Ε.Κ.Α.Μ. bei Zellendurchsuchungen am 13. April 2013 in der Haftanstalt in Grevena mit einer Elektroschockpistole (Taser) misshandelt wurden.[107]

### Freitag, 23. November 2018
- Chost/Afghanistan: Bei einem Selbstmordanschlag in einer Moschee auf einen Militärstützpunkt der afghanischen Nationalarmee in Chost werden mindestens 27 Soldaten getötet und 30 weitere verwundet.[108]
- Kalaya, Karatschi/Pakistan: Bei einem Anschlag auf das chinesische Konsulat in Karatschi sterben mindestens sieben Menschen, darunter alle drei Angreifer. Außerdem sterben mehr als 40 Menschen im mehrheitlich von Schiiten bewohnten, pakistanischen Ort Kalaya.[109]
- Stockholm/Schweden: Der auch als „Alternativer Nobelpreis“ bekannte Right Livelihood Award wird an Thelma Aldana (Guatemala), Abdullah al-Hamid, Mohammed Fahad al-Kahtani und Walid Abu al-Chair (alle aus Saudi-Arabien) sowie an Tony Rinaudo (Australien) verliehen.

### Samstag, 24. November 2018
- Manama/Bahrain: Parlaments- und Kommunalwahlen. Die zwei größten oppositionellen Parteien das Königreichs, die schiitisch-islamische al-Wifaq und die säkulare linke „Demokratische Vereinigung für das Vaterland“ (Wa'ad) dürfen nicht antreten und riefen zum Wahlboykott auf.
- Taipeh/Republik China: In einem Referendum mit insgesamt zehn Punkten befürworten die Stimmberechtigten u. a. eine Form der „zivilen Partnerschaft“ für homosexuelle Paare und lehnen die Einführung der gleichgeschlechtlichen Ehe ab.[110]
- Tijuana/Mexiko: Aufgrund der vielen Flüchtlinge aus Mittelamerika hat der Bürgermeister der Stadt Tijuana, Juan Manuel Gastélum, die Vereinten Nationen um Hilfe gebeten, da der Stadt nicht genug Mittel zur Verfügung stehen, um alle Menschen zu versorgen.[111]

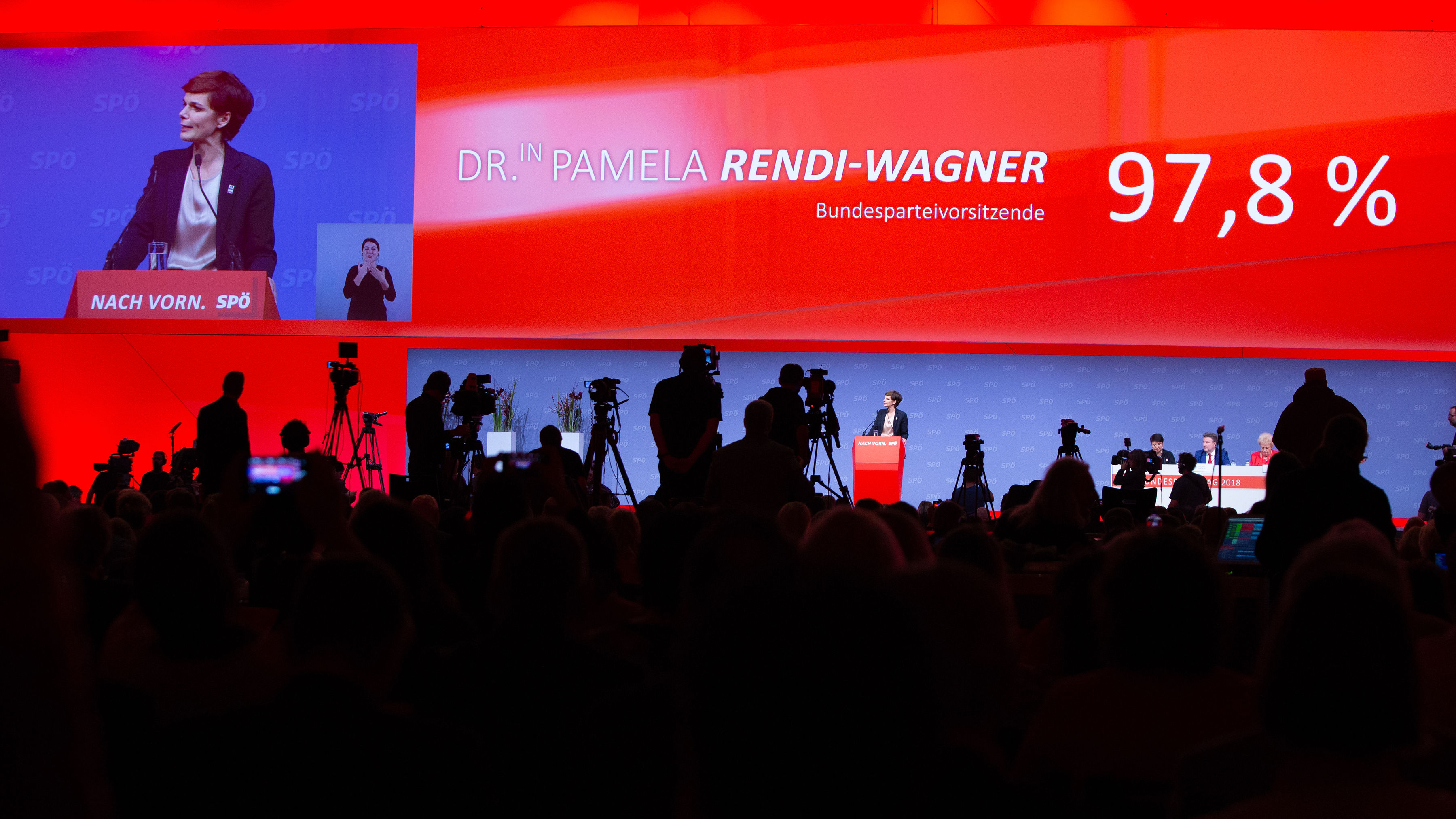
SPÖ-Bundesparteitag 2018

- Wels/Österreich: Auf dem Bundesparteitag der SPÖ wählen die Delegierten die seit September geschäftsführend tätige Bundesparteivorsitzende Pamela Rendi-Wagner offiziell zur Bundesparteivorsitzenden. In der Geschichte der SPÖ war zuvor noch nie eine weibliche Person an der Parteispitze.[112]

### Sonntag, 25. November 2018
- Aleppo/Syrien: Nach Angaben der syrischen Nachrichtenagentur SANA gab es in drei Stadtteilen von Aleppo einen Chlorgasangriff durch Raketenbeschuss aus dem von Rebellen kontrollierten Gebiet Idlib. Mindestens 46 Menschen, darunter acht Kinder, werden nach russischen Angaben in Krankenhäusern behandelt. Die oppositionsnahe, in London ansässige Syrische Beobachtungsstelle für Menschenrechte (SOHR) berichtet von 94 Menschen in den Krankenhäusern.[113]
- Bagdad/Irak: Nach heftigen Regenfällen und den folgenden Überschwemmungen kommen mindestens 21 Menschen ums Leben und mehr als 180 werden verletzt. Die nach dem Krieg aufgebauten Behelfsbrücken in Mossul werden überschwemmt, so dass die Verbindung über den Tigris zwischen dem Ost- und Westteil der Stadt unterbrochen ist. In Salaheddin nahe asch-Schirqat werden zahlreiche Häuser überflutet. Tausende Menschen fliehen vor den Überschwemmungen.[114]
- Bern/Schweiz: Volksabstimmung mit der Eidgenössischen Volksinitiative «Für die Würde der landwirtschaftlichen Nutztiere (Hornkuh-Initiative)», der Volksinitiative «Schweizer Recht statt fremde Richter (Selbstbestimmungsinitiative)» und zum revidierten Bundesgesetz über den Allgemeinen Teil des Sozialversicherungsrechts (ATSG), dem es Sozialversicherungen erlaubt, Versicherte mit Hilfe von Sozialdetektiven auszuspionieren. Die Stimmberechtigten nehmen lediglich die Vorlage zum Einsatz von Sozialdetektiven an.[115][116]
- Brüssel/Belgien: Das Treffen der Staats- und Regierungschefs der Europäischen Union (EU) zu den Verhandlungsergebnissen zum EU-Austritt des Vereinigten Königreichs (Brexit) erbringt die Zustimmung der 27 nach einem Brexit verbleibenden Mitgliedstaaten der Europäischen Union zu dem Entwurf über ein Austrittsabkommen vom 14. November. Im Vereinigten Königreich soll das Unterhaus des Parlaments im Dezember über den Entwurf abstimmen, so der Plan der Regierung May.[117]
- Brüssel/Belgien: In der Europäischen Union (EU) muss die im Mai 2017 beschlossene Änderung der EU-Spielzeugrichtlinie 2017/898 in nationales Recht umgesetzt sein. In Spielzeug darf daher auf Datengrundlage der Europäischen Behörde für Lebensmittelsicherheit (EFSA) nur eine „vorläufige“ duldbare tägliche Aufnahmemenge (TDI) von 0,04 Milligramm pro Liter (Migrationsgrenzwert) des Weichmachers Bisphenol A (BPA) enthalten sein.
- Frankfurt am Main/Deutschland: In einer nicht-öffentlichen Versammlung wählt der Zentralrat der Juden in Deutschland (ZdJ) den amtierenden Präsidenten Josef Schuster für weitere vier Jahre.[118]
- Madrid/Spanien: Die spanische Nationalpolizei (CNP) gibt nach den seit Januar 2016 durchgeführten Ermittlungen die Verhaftung von insgesamt 78 Männern aus den Regionen Galicien, Asturien, Kantabrien, Baskenland, Aragonien, Katalonien, Balearen Land, Valencia, Murcia, Andalusien, Kastilien, La Mancha, Madrid und den Kanarischen Inseln sowie einer Frau aus San Sebastian bekannt, die einem Pädophilen-Netzwerk angehören. Die Polizei beschlagnahmte 45 Laptops, 113 Festplatten, 25 Mobiltelefone, 38 USB-Sticks und mehr als 300 DVDs mit extremer Kinderpornografie.[119]
- San Diego/Vereinigte Staaten, Tijuana/Mexiko: Die Vereinigten Staaten schließen vorübergehend die Grenzübergänge im Gebiet San Diego/Tijuana und protestieren damit gegen die mexikanischen Sicherheitskräfte, denen es nicht gelang, versuchte illegale Grenzübertritte durch einen Teil der Migranten aus dem Treck aus Mittelamerika zu unterbinden. Gegenwärtig harren 5.000 Personen aus El Salvador, Guatemala und Honduras in der mexikanischen Grenzstadt aus. Die gleiche Anzahl an Migranten wird in den nächsten Tagen zusätzlich erwartet.[120]
- Straße von Kertsch/Krim: Im Ukrainekonflikt versuchen ukrainische Schiffe, die Straße von Kertsch zwischen Russland und der seit 2014 von Russland annektierten Halbinsel Krim, ins Asowsches Meer zu passieren. Nach ukrainischen Angaben rammte ein Schiff der russischen Küstenwache einen Schlepper der ukrainischen Marine, der mit zwei ukrainischen Militärschiffen, die Berdyansk (U175) und die Nikopol (P176), die Meerenge durchquerte. Zwei Soldaten werden verletzt. Russland sieht dies als eine Verletzung ihrer Hoheitsgewässer an und blockierte nach dem Vorfall die Meerenge mit einem Frachter und übernahm durch Spezialkräfte das Kommando über die drei ukrainischen Schiffe. Eine Durchfahrt ziviler Schiffe ist vorerst untersagt.[121][122]

### Montag, 26. November 2018
- Berlin/Deutschland: 26. – 28. November Internationale Fachkonferenz „20 Jahre Washingtoner Prinzipien: Wege in die Zukunft“[123][124]
- Elysium-Region/Mars: Geplantes Absetzen eines stationären Landers auf der Marsoberfläche im Rahmen der Mission InSight des Discovery-Programms der US-amerikanischen Raumfahrtbehörde NASA.[125]
- Hamburg/Deutschland: Beginn des zweitägigen Hamburg Summit: China meets Europe, der 8. Konferenz zu den europäisch-chinesischen Wirtschaftsbeziehungen im Hotel Atlantic mit dem chinesischen Vizeministerpräsidenten Liu He, der EU-Kommissarin für Wettbewerb Margrethe Vestager und weiteren Vertretern unter dem Vorsitz des ehemaligen deutschen Bundeskanzlers Gerhard Schröder (SPD).[126]
- Wien/Österreich: Verleihung des Österreichischen Kabarettpreises an Günther Paal, Christoph Fritz und die Erste Allgemeine Verunsicherung.[127]
- Port Louis/Mauritius: Der Zwischenstaatliche Ausschuss der UNESCO für die Erhaltung des immateriellen Kulturerbes hält vom 26. November bis zum 1. Dezember seine jährliche Wintertagung ab.[128] Er entscheidet, dass der Sport Ssireum als immaterielles Kulturerbe in seine Repräsentative Liste aufgenommen wird.[129] Nord- und Südkorea haben den Sport gemeinsam bei der UNESCO eingereicht. Ssireum ist damit das erste Weltkulturerbe, das beiden Staaten zugeschrieben wird.[130][131]

### Dienstag, 27. November 2018
- Berlin/Deutschland 27. und 28. November 18. Berliner Sicherheitskonferenz[132] des Behörden Spiegel
- Genf/Schweiz 27. und 28. November Afghanistan-Konferenz Government of Afghanistan & United Nations – Conference on Afghanistan[133]
- Hongkong/Volksrepublik China: 27. bis 29. November zweiter Internationaler Genomforscher-Kongress[134][135][136]
- Mississippi/USA: Cindy Hyde-Smith (Republikanische Partei) gewinnt die Stichwahl der Außerordentlichen Senatswahl in Mississippi.

### Mittwoch, 28. November 2018
- Athen/Griechenland: Generalstreik in Griechenland
- Berlin/Deutschland: Die zweitägige 4. Deutsche Islamkonferenz beginnt. In letzter Zeit häufte sich Kritik zum ausländischen Einfluss auf einzelne an der Konferenz teilnehmende Islamische Organisationen in Deutschland.[137]
- Hamburg/Deutschland: Die Journalistin Anja Reschke und das Fernsehmagazin Kulturzeit werden mit dem Hanns-Joachim-Friedrichs-Preis ausgezeichnet.
- Hannover/Deutschland: Bekanntgabe der Deutsche Messe AG, dass die seit 1986 veranstaltete IT-Messe Cebit aufgrund von weiter abnehmenden Besucherzahlen eingestellt wird. Die erstmals für März 2019 geplante Cebit Russia in Moskau findet dagegen noch statt.[138][139][140][141]
- Ljubljana/Slowenien: Alenka Ermenc übernimmt als militärische Befehlshaberin die Führung der slowenischen Streitkräfte. Sie ist die erste Frau, die diese Position innehat.
- London/Vereinigtes Königreich: Magnus Carlsen gewinnt die Schachweltmeisterschaft 2018.
- Magdeburg/Deutschland: Innenministerkonferenz und Protestdemonstration[142][143]
- Tiflis/Georgien: Stichwahl zur Präsidentschaftswahl zwischen der früheren französischen Botschafterin Salome Surabischwili von der regierenden Partei (Georgiens Weg) und dem ehemaligen Außenminister Grigol Waschadse (Vereinte Nationale Bewegung). Nach dem Amtsantritt des Wahlsiegers tritt eine Verfassungsänderung in Kraft, die das Amt des Präsidenten auf repräsentative Aufgaben beschränkt. Die Wahl wurde von Salome Surabischwili gewonnen.
- Wellington/Neuseeland: Der neuseeländische Nachrichtendienst Government Communications Security Bureau (GCSB) untersagt dem Telekommuniktionsanbieter Spark New Zealand für den Aufbau des neuen Mobilfunkstandards 5G Ausrüstung des chinesischen Netzwerkkonzerns Huawei einzusetzen. Der GCSB sieht ein signifikantes Netzwerksicherheitsrisiko mit der Möglichkeit der Spionage. Australien untersagte Huawei den Einsatz bereits im Sommer 2008.[144]

### Donnerstag, 29. November 2018
- Eisenach/Deutschland: Nach einem verlorenen Rechtsstreit über Schadenersatzansprüche mit dem Automobilhersteller Ford vor dem Landgericht Meiningen stellt der Automobilzulieferer Mitec Automotive einen Insolvenzantrag. Weltweit sind rund 1010 Mitarbeiter betroffen, davon in Eisenach und Krauthausen zusammen rund 650 Mitarbeiter.[145]

### Freitag, 30. November 2018
- Anchorage/Vereinigte Staaten: Ein Erdbeben der Stärke 7,0 auf der Richterskala erschüttert den in Alaska gelegenen Ort Anchorage. Das Epizentrum lag 13 km nördlich des Ortes und in 40 km Tiefe. Es gibt zahlreiche Verletzte und Sachschäden.[146]

Logo der Starwood Hotels & Resorts Worldwide

- Bethesda/Vereinigte Staaten: Der US-amerikanische Hotelkonzern Marriott International gibt den Diebstahl von rund 327 Millionen Kundendaten über die IT-Konzerntochter Starwood bekannt, darunter auch Bezahlinformationen. Betroffen sind Kunden der Starwood Hotels & Resorts Worldwide mit den Marken W Hotels, St. Regis Hotel, Sheraton Hotels & Resorts, Westin Hotels & Resorts, Element Hotels, Aloft Hotels, The Luxury Collection, Tribute Portfolio, Le Méridien, Four Points by Sheraton und Design Hotels. Die Cyberattacke wurde bereits am 8. September 2018 entdeckt.[147]

Logo des G20-Gipfels in Argentinien

- Buenos Aires/Argentinien: Beginn des G20-Gipfels mit dem Thema „Konsens für eine faire und nachhaltige Entwicklung aufbauen“ mit den drei Hauptprioritäten Zukunft der Arbeit, Infrastruktur für Entwicklung und Lebensmittelkontrolle. Am Rande des Gipfels unterzeichnen die USA, Mexiko und Kanada das United States-Mexico-Canada Agreement (USMCA) als Nachfolger des NAFTA.[148][149]
- Carlsbad/Vereinigte Staaten: Das US-amerikanische Unternehmen Callaway Golf gibt die Übernahme der deutschen Jack Wolfskin Ausrüstung für Draussen GmbH & Co. KGaA für rund 420 Millionen Euro bekannt.[150]
- Köln, Essen/Deutschland: Die kanadische Hudson’s Bay Company (HBC) und die österreichische Signa Holding des Investors René Benko geben den Zusammenschluss der Einzelhandelsaktivitäten von HBC Europe (mit Galeria Kaufhof, Saks Fifth Avenue und Galeria Inno in Belgien, Hudson‘s Bay in den Niederlanden) und der Karstadt Warenhaus GmbH (mit Karstadt Sports, Dinea, Galeria Gourmet, Karstadt Feinkost, Le Buffet) bekannt. Das neue Joint Venture Signa Retail gehört zu 49,99 Prozent der HBC und zu 50,01 Prozent der Signa Holding. Das Gemeinschaftsunternehmen verfügt demnach noch über 243 Innenstadt-Standorte in Europa mit rund 32.000 Mitarbeitern und einem Umsatz von rund fünf Milliarden Euro. Zudem übernimmt SIGNA 50 % der Anteile am deutschen Immobilienvermögen von HBC und den Partnern sowie 50 Prozent an weiteren 18 Objekten im Eigentum von Galeria Kaufhof sowie 100 Prozent am Kaufhof Flagship-Store Hohe Straße in Köln und am Carsch-Haus in Düsseldorf ab Anfang 2019.[151]
- Stadt des 6. Oktober/Ägypten: Das Exekutivkomitee des afrikanischen Fussballverbandes CAF, eine Regionalkonföderation des Fußball-Weltverbands FIFA, entzieht Kamerun die Austragung des Afrika-Cup 2019 aufgrund von Verzögerungen bei Infrastrukturvorhaben an den geplanten fünf Spielorten. Bis Ende 2018 soll ein neues Austragungsland benannt sein. Südafrika gab sein Interesse bekannt.[152]

## Weblinks

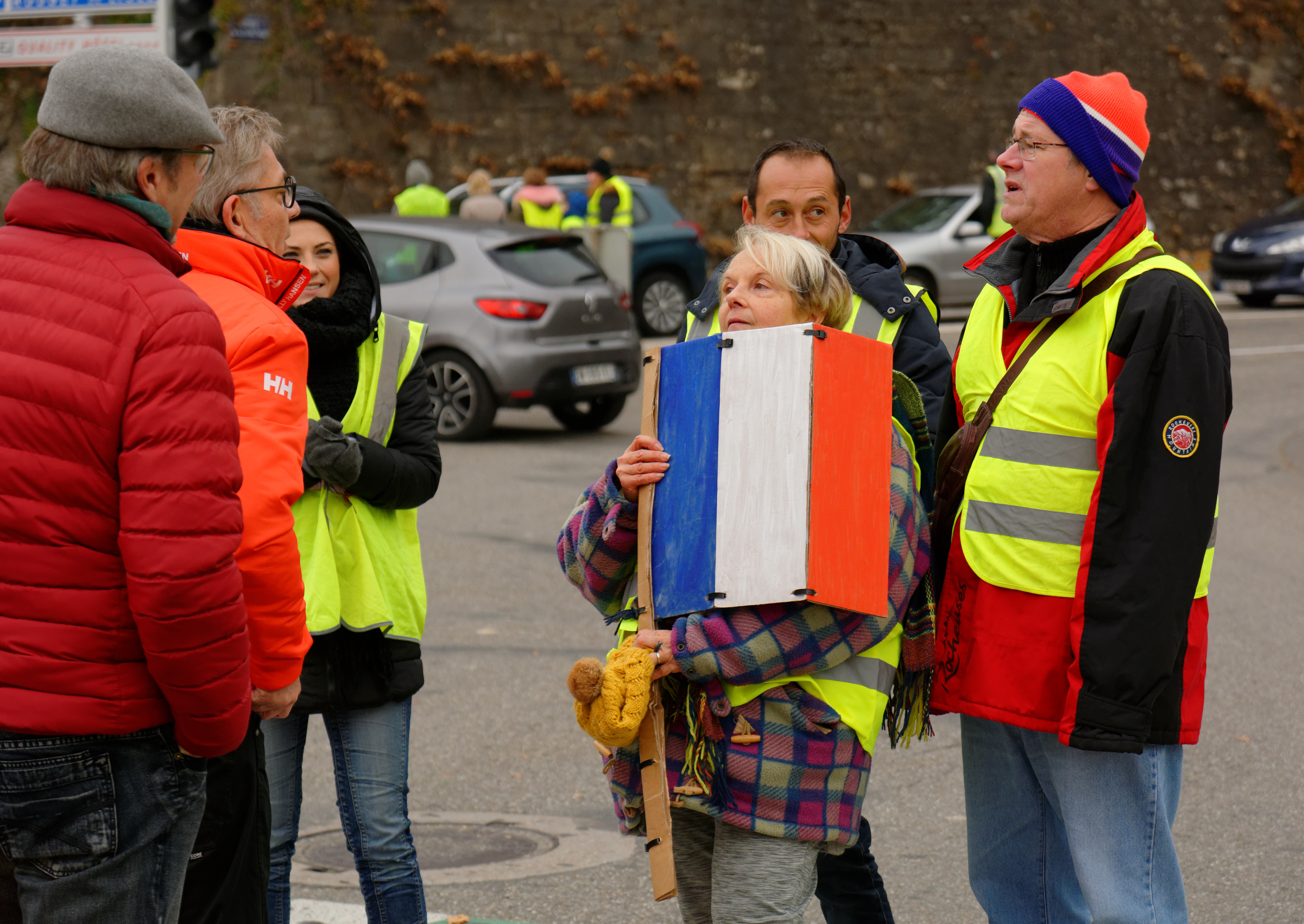
Frankreich im November 2018